# Associação Esportiva Sapiranga
A Associação Esportiva Sapiranga é um clube de futebol brasileiro, da cidade de Sapiranga, no estado do Rio Grande do Sul.

## História
O clube foi fundado em 7 de agosto de 1945 como Grêmio Esportivo Brasil. Com a extinção do Sapiranga Futebol Clube na década de 1970, o Brasil decidiu mudar de nome e, em 22 de janeiro de 1974, passou a ser conhecido como Associação Esportiva Sapiranga.
Sob a nova denominação, conquistou três Campeonatos Gaúchos de Amadores, em 1978, 1981 e 1999. Em 2000, foi vice do Campeonato Sul-Brasileiro de Futebol Amador. Figurou na Terceira Divisão gaúcha em 2001 e 2002; na Segunda Divisão em 2003 e 2004; e na Copa FGF em 2004. Em 2005, o clube foi forçado a fechar seu departamento de futebol profissional.

## Títulos

### Estaduais
- Vice-Campeonato Gaúcho 2ª Divisão: 2002.[2]

### Outras Conquistas

#### Torneios Estaduais
- Campeonato Gaúcho de Amadores: 3 vezes (1978, 1981 e 1999).[2]